# Słobodskoj (obwód rostowski)
Słobodskoj (ros. Слободской) – chutor w Rosji, w obwodzie rostowskim, w rejonie siemikarakorskim. W 2010 liczył 875 mieszkańców.